# Sopraansaxofoon
Een sopraansaxofoon of sopraansax is een van de kleinste (en hoogste) leden van de saxofoonfamilie. De soprillo en de sopraninosaxofoon zijn kleiner terwijl de altsax één maat groter is. Een sopraansax is doorgaans recht, in tegenstelling tot de alt en lagere leden van de saxofoonfamilie. Maar de sopraansax komt ook in een gebogen vorm voor (vorm van een altsax). Deze vorm is niet zo heel erg zeldzaam, verschillende merken maken dit soort vormen maar er is wel een andere wel zeldzame vorm: namelijk de saxello (een gebogen hals met een naar voren staande beker).
De sopraansax staat doorgaans gestemd in bes en blaast zoals alle saxofoons over in het octaaf.
Qua mensuur is de sopraansaxofoon te vergelijken met een klarinet. Beide zijn enkelrietinstrumenten. Het grote verschil in klankkleur wordt voornamelijk veroorzaakt door de verschillende boring; een sopraansaxofoon heeft een conisch-parabolische boring terwijl een klarinet een cilindrische boring heeft. Een klarinet blaast daarom over in het duodecime.
Een ander verschil met de klarinet is dat men bij de klarinet zelf de toongaten met de vingers dicht moet houden, terwijl men op een sopraansax daarvoor geconstrueerde kleppen bedient; de toongaten bij een saxofoon zijn - zeker in de buurt van de beker - veel groter dan bij een klarinet.
Een aan de sopraansax zeer verwant instrument is de (houten) taragot.
Enkele bekende en invloedrijke sopraansaxofonisten zijn Sidney Bechet, Lucky Thompson, John Coltrane, Zoot Sims, Kenny G en Steve Lacy.

## Galerij

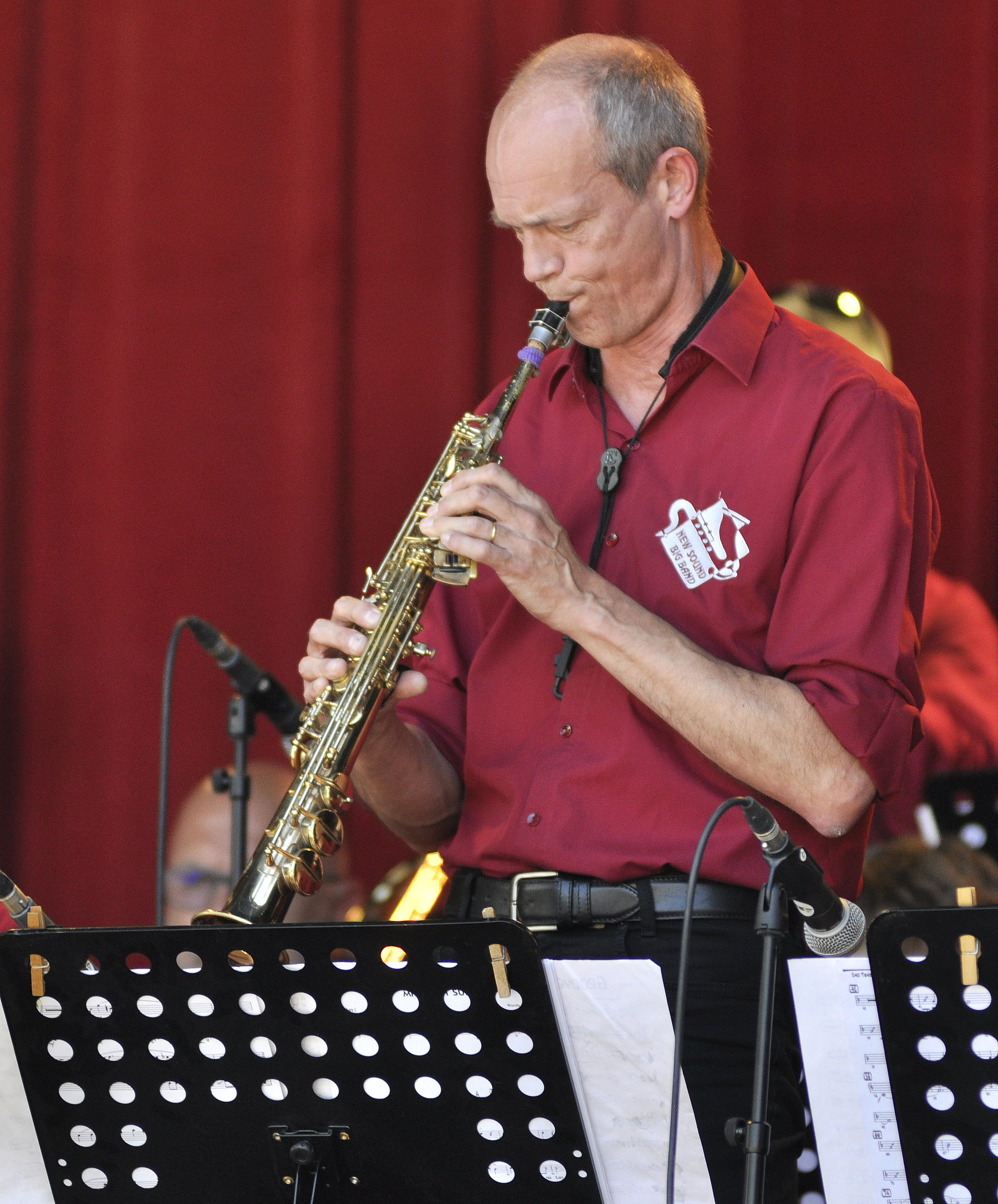
Sopraansaxofonist tijdens de Gentse Feesten 2019